# اتودروکسی‌زین
اتودروکسی زین (انگلیسی: Etodroxizine) با نام های تجاری وسپاراکس, دریمیل, ایندونوکس و ایزونوکس نوعی آنتی هیستامین نسل اول است که به عنوان داروی خواب‎آور و آرامبخش در اروپا و آفریقای جنوبی کاربرد دارد.